# Pogonichthys ciscoides
Pogonichthys ciscoides es una especie de peces de la familia de los
Cyprinidae en el orden de los Cypriniformes.

## Morfología
- Los machos pueden llegar alcanzar los 36 cm de longitud total.[2][3]

## Hábitat
Es un pez de agua dulce y de clima tropical.

## Distribución geográfica
Se encontraba en Norteamérica: California (Estados Unidos ).